# Calen Carr
Calen Carr (* 4. Oktober 1982 in Oakland) ist ein ehemaliger US-amerikanischer Fußballspieler, der meist als Stürmer eingesetzt wurde. Er stand zuletzt bei Houston Dynamo unter Vertrag.

## Karriere

### Jugend und Amateurfußball
Carr studierte an der University of California, Berkeley. Dort spielte er auch für die Fußballmannschaft seiner Universität. In 75 Spielen schoss er 22 Tore und bereitete weitere 15 vor. 
Während seiner Zeit am College spielte er außerdem noch zwei Jahre in der Premier Development League für Orange County Blue Star. 

### Vereinskarriere
Carr wurde am 20. Januar 2006 als zehnter Pick in der ersten Runde im MLS SuperDraft 2006 von Chicago Fire gewählt. Sein erstes Tor in der MLS erzielte er am 11. Juni 2006 in der 90. Minute zum 3:3-Endstand gegen New England Revolution. Nach starken Leistungen in der Saison 2007 verletzte er sich in der Saison 2008 und fiel daraufhin ein Jahr lang aus. 
Am 23. März 2011 wurde Carr im Tausch gegen Dominic Oduro zu Houston Dynamo transferiert. Nach dem Abgang von Carlo Costly konnte er sich dort einen Stammplatz erkämpfen. 
Am Ende der Saison 2013 gab er seinen Rücktritt vom Profisport bekannt.